# La casa di Topolino+
La casa di Topolino+ (Mickey Mouse Clubhouse+) è una serie animata statunitense realizzata da Disney Television Animation.
È il successore di Topolino - La casa del divertimento e Topolino - Strepitose avventure e si tratta del reboot della serie del 2006 La casa di Topolino.

## Distribuzione
La serie è uscita il 21 luglio su Disney Junior in America con un episodio al giorno mentre i primi 10 episodi sono stati resi disponibili il 22 luglio 2025 su Disney+. In Italia dovrebbe essere trasmessa in chiaro su Rai Yoyo. 

## Personaggi e doppiatori
- Topolino è doppiato in inglese da Bret Iwan e in italiano da Alessandro Quarta. È un topo, protagonista della serie, molto amichevole e disponibile.
- Paperino è doppiato in inglese da Tony Anselmo e in italiano da Luca Eliani. Un papero, burbero e scontroso, ma di buon cuore, è il miglior amico di Topolino, è difficile capirlo quando parla.
- Pippo è doppiato in inglese da Bill Farmer e in italiano Roberto Pedicini. Un cane antropomorfo, tonto e goffo, ma sempre pronto ad aiutare, è uno dei migliori amici di Topolino.
- Pluto è doppiato in inglese da Bill Farmer e in italiano da Leslie La Penna. È il cane domestico di Topolino.
- Minnie è doppiata in inglese da Kaitlyn Robrock e in italiano da Paola Valentini (dialoghi) e Ilaria De Rosa (canto). È un topo femmina, fidanzata di Topolino.
- Paperina è doppiata in inglese da Tress MacNeille e in italiano da Laura Lenghi. È una papera, la migliore amica di Minnie, ed è fidanzata di Paperino, ha una coda di cavallo.
- Farfus il drago è doppiato da Jan Jonhs. Un nuovo personaggio.
- Pietro Gambadilegno è doppiato in inglese da Jim Cummings e in italiano da Paolo Marchese. È un gatto nero grasso, in alcuni casi cerca di creare problemi a Topolino, ma altre volte lo aiuta.
- Clarabella è doppiata in inglese da April Winchell e in italiano da Emanuela Baroni. È una mucca, è la fidanzata di Pippo in questa serie.
- Pico De Paperis è doppiato in inglese da Corey Burton e in italiano da Gerolamo Alchieri.
- Toodles, è un marchingegno volante che porta a Topolino gli strumentopoli di cui ha bisogno.
- Mini Mano (Little Helper) è doppiato da Dee Bradley Baker. Un nuovo personaggio.
- Chiquita è doppiata in inglese da Kaitlyn Robrock. Un nuovo personaggio.
- Willie il gigante è doppiato in inglese da Brock Powell e in italiano da Leslie La Penna.
- Cip e Ciop sono doppiati in inglese da Tress MacNeille e Corey Burton e in italiano da Antonella Rinaldi e Teo Bellia. Sono due scoiattoli, combinaguai ma molto amichevoli, Cip ha il naso nero ed è più sveglio, Ciop ha il naso rosso ed è più pasticcione.
- Hilda è doppiata in inglese da April Winchell e in italiano da Micaela Incitti. Un nuovo personaggio. È un ippopotamo femmina, che fa da salvaguardia degli animali, è ispirato a Hilda l'ippopotamo de Il fantastico mondo di Richard Scarry.
- Duffy the Disney Bear, è l'orsacchiotto di Topolino, è nato nel 2002 come souvenir per i parchi a tema Disney, ma farà qualche comparsata nella serie.
- Cuckoo-Loca, è un canarino robot, amica di Minnie e Paperina.

## Episodi
| Stagione       | Episodi | Prima TV originale | Prima TV Italia |
| -------------- | ------- | ------------------ | --------------- |
| Prima stagione | 10      | 21 luglio 2025     | 22 luglio 2025  |